# Eduard Janschitz
Eduard Janschitz bzw. Eduard Janžič (* 18. September 1827 in Marburg an der Drau; † 23. Juni 1882 ebenda) war ein österreichischer Verleger und Buchdruckereibesitzer.

## Leben und Wirken
Eduard Janschitz wurde am 18. September 1827 als Sohn des Buchdruckereibesitzers Josef Janschitz (* 1794; † 18. Dezember 1859) in Marburg an der Drau im damaligen Herzogtum Steiermark geboren. Die Buchdruckerei in Marburg ging auf Franz Schütz, einen 1753 geborenen Kärntner, der den Beruf des Buchdruckers erlernte und später Pastor in Laibach war, zurück. Dieser gründete 1788 die erste Buchdruckerei in Cilli, übersiedelte damit 1792 nach Pettau und errichtete 1795 die erste Buchdruckerei am Hauptplatz von Marburg. Nach seinem Ableben ging das Unternehmen an seinen Verwandten Dunschegg über, der selbst im Jahre 1817 unverheiratet starb und die Druckerei testamentarisch seinem treuen Mitarbeiter Josef Janschitz überschrieb. Janschitz verlegte die Buchdruckerei 1833 in das von ihm käuflich erworbene Haus Draugasse 7 (später Wedl’sches Haus) und 1838 in das Haus Postgasse 4 (spätere Edmund-Schmid-Gasse). Nach dem Tod seines Vaters übernahm Eduard Janschitz im Jahre 1860 dessen Buchdruckerei in Marburg. Im Frühling 1862 brachte er erstmals den Vorgänger der späteren Marburger Zeitung heraus und war gleichzeitig deren verantwortlicher Redakteur.
Der erste Schriftleiter des Blattes war der Gymnasialprofessor B. A. Swoboda, der später durch Michael Marco ersetzt wurde. Dieser legte seine Tätigkeit aufgrund von Überhäufung mit Berufsgeschäften jedoch bald zurück, ehe im April 1863 Schriftleitung und Verlag an Franz Zitzler, einen späteren Redakteur der Grazer Morgenpost und der Grazer Zeitung, übergingen. Mit dem Ruf Zitzlers nach Graz im September 1863 kam der Verlag wieder an Janschitz, während die Schriftleitung der Gymnasiallehrer Friedrich Kmetitsch übernahm. Dieser gab die Leitung jedoch auch bereits nach wenigen Monaten im August 1864 ab, ehe der damalige Schriftleiter der Klagenfurter Zeitung, Julius Seeliger, die Nachfolge antrat und die Zeitung in Marburger Korrespondent umbenannte. Noch 1865 übernahm mit Franz Wiesthaler ein Jurist die Schriftleitung der Marburger Zeitung, die ab 1866 unter diesem Namen erschien. Da Janschitz mit der freisinnigen Schreibweise, die Wiesthaler einhielt, nicht zurechtkam und es immer wieder zu Reibereien gekommen war, legte Wiesthaler im Jahr 1869 die Schriftleitung nieder, woraufhin ein Professor Rieck eine Zeitlang die Zeitung leitete. Der Deutsch-Französische-Krieg bewegte Janschitz dazu seine Zeitung, die bis dahin zweimal wöchentlich erschien, ab August 1870 als Tagblatt erscheinen zu lassen. Der Titel wurde daraufhin in Tagebote für Untersteiermark geändert. Die Hauptschriftleitung ging daraufhin an Max Baron Rast, dem mehrere Herren zur Seite standen. Nach dem Abflauen des Interesses mit Ende des Krieges und aufgrund der hohen Telegrammkosten wurde das tägliche Erscheinen der Zeitung wieder eingestellt. In der Folgezeit erschien es dreimal wöchentlich und erhielt wieder den alten Namen Marburger Zeitung. Im Februar 1871 übernahm erneut Franz Wiesenthal die Schriftleitung, jedoch vorerst ohne als Verantwortlicher zu zeichnen.
Während des Deutsch-Französischen Krieges brachte Janschitz von September 1870 bis 1871 als Sonntagsbeilage die Zeitschrift Slobodni Slovenec (Der freie Slowene) heraus, die mangels Lesern bald ihr Erscheinen einstellte. Neben Büchern in deutscher Sprache druckte er auch Bücher in slowenischer Sprache, besonders im ersten Jahrzehnt nach der Verlegung des Bischofssitzes von Lavant nach Marburg. Mehrere Jahre lang brachte er die Sammlung Drobtinice von Anton Martin Slomšek heraus, verlegte aber auch den Almanach Lada oder Slovenski glasnik, in dem unter anderem Josip Jurčič – unter anderem bereits während dessen Schulzeit – publizierte. 1862 gründete er den Correspondenten für Untersteiermark, aus dem sich 1865 der Marburger Correspondent, 1865 die Marburger Zeitung, 1870 der Tagebote für Untersteiermark, nach dem Deutsch-Französischen Krieg wieder die Marburger Zeitung und schließlich mit der Umbenennung 1929 die Mariborer Zeitung entwickelte. Die Zeitung galt als das Hauptorgan der untersteiermärkischen Deutschtums. Anfang des Jahres 1869 wurden der Redakteur Anton Tomschitz und Eduard Janschitz, Drucker des Slovenski Narod, am Kreisgericht Cilli von der Anklage wegen Störung der öffentlichen Ruhe und Ordnung freigesprochen. Die Staatsanwaltschaft hatte zwei Monate schweren Kerker und 100 Gulden Kautionsverlust beantragt. Ebenfalls 1869 stellte er sich als Vertreter der Untersteiermark zur Handelskammerwahl. Mit insgesamt 165 erhaltenen Stimmen wurde Janschitz für die Sektion des Gewerbestandes zum Mitglied der Handels- und Gewerbekammer gewählt.
Im Februar 1872 erfolgte Janschitz' Wahl zum Kassier des Stadtverschönerungsvereins von Marburg. Neben seiner Verlagstätigkeit war Janschitz im Marburger Gemeinderat sowie Hauptmann der örtlichen Feuerwehr. Im Mai 1872 erfolgte seine Wahl in den Gemeinderat. Im selben Monat trat er dem Naturwissenschaftlichen Verein für Steiermark bei. Mit 11. Juni 1872 wurde Janschitz bei der Hauptversammlung der Marburger freiwilligen Feuerwehr zum Stellvertreter zweier Abgeordneter zum Gautag ernannt. Einen Monat später wurde er bei der Neuwahl des Wehrausschusses zum Stellvertreter gewählt. Aufgrund der Marburger Gemeindeordnung war Ende Dezember jeden Jahres der dritte Teil der Gemeinderatsmitglieder auszulosen und durch Neugewählte zu ersetzen; das Los fiel dabei im August 1872 unter anderem auf Eduard Janschitz. In seiner Heimatstadt machte sich Janschitz auch um den Marburger Männergesangverein verdient. Nachdem der bisherige Hauptmann der Marburger freiwilligen Feuerwehr, der Stadtingenieur Zettel, sein Amt aufgrund Zeitmangels niedergelegt hatte, wurde sein Stellvertreter, Eduard Janschitz, im November 1872 bis zu den Neuwahlen Ende des Jahres als interimistischer Nachfolger ernannt. Am 15. November 1872 wurde Janschitz anlässlich der Ergänzungswahlen des ersten Gemeindewahlkörpers offiziell in den Gemeinderat gewählt; die Wahlbeteiligung lag gerade einmal bei 11 Prozent. Anderen Berichten zufolge nahmen von 299 Berechtigten 43 an der Wahl teil, was einer Wahlbeteiligung von rund 14,38 Prozent entspricht.
Im Juli 1873 wurden Janschitz als verantwortlicher Redakteur und ein Redakteur der Marburger Zeitung vom aus Norddeutschland stammenden Marburger Vizebürgermeister und Reichsratskandidaten Reuter verklagt, da sie angebliche Unwahrheiten über diesen in der Marburger Zeitung veröffentlicht hätten. Der Redakteur, der Champagner-Fabrikant Auchmann, der den Artikel verfasst hatte, wurde daraufhin wegen Ehrenbeleidigung vor Gericht gestellt. Im Juli 1874 wurde Janschitz beim Gesamtausschuss für den Gautag steirischer Feuerwehren als Hauptmann der Marburger Feuerwehr in den leitenden Ausschuss gewählt. Bei den im Dezember 1874 stattgefundenen Gemeinderatswahlen wurde Janschitz im II. Wahlkörper wiedergewählt. Im Jänner 1875 wurde Janschitz von der Bezirksvertretung in ein Komitee zur Prüfung der Bezirkskostenrechnung gewählt und wurde nur kurze Zeit später bei der Auslosung der Geschworenen für die zweite Periode des Jahres 1875 als einer der Hauptgeschworenen aus der Urne gezogen. Am 31. Mai 1875 mussten Eduard Janschitz und seine Frau den Tod ihres erstgeborenen Sohnes Eduard hinnehmen, der im Alter von sechs Jahren an Bräune starb. Anlässlich des fünften steirischen Feuerwehrtages wurde Janschitz am 18. Juli 1875 in Leoben ein weiteres Mal in den Zentralausschuss des Gauverbandes gewählt. Bei der Wahl der Bezirksvertretung aus der Gruppe der Industrie und Handel wurde Janschitz im Juni 1876 abermals in diese gewählt. Zu einer Wiederwahl im Marburger Gemeinderat kam es bei den Ergänzungswahlen im Dezember 1876, als Janschitz im dritten Wahlkörper wiedergewählt wurde. Die Wahlbeteiligung beim dritten Wahlkörper lag nur bei etwas über sechs Prozent. 1879 wurde der Buchdruckereibesitzer im Zuge der Ergänzungswahlen im dritten Wahlkörper neuerlich in den Gemeinderat gewählt. Im Oktober 1881 wurde das Ausscheiden von Janschitz aus der Grazer Handels- und Gewerbekammer bekanntgegeben; gleichzeitig wurde vermerkt, dass er jedoch für die nächste Periode wieder wählbar sei. Noch kurz vor seinem Ableben wurden Janschitz im Jänner 1882 im Zuge der Hauptversammlung der Marburger Feuerwehr als Hauptmann wiedergewählt. Nur wenige Tage vor seinem Tod wurde er bei einer Gemeinderatssitzung ins Revisionskomitee zur Überprüfung des Rechnungsausschusses gewählt.
Am Nachmittag des 23. Juni 1882 wollte Janschitz an einer Gemeinderatssitzung teilnehmen, musste sich jedoch im Vorsaal des Rathauses beim Bürgermeister aufgrund Unwohlseins abmelden. In weiterer Folge wurde er mit einem Wagen nach Hause gebracht und zu Bett gelegt, ehe er noch am selben Tag im Alter von 54 Jahren an einem Herzschlag bzw. Blutschlag starb. Er hinterließ seine Ehefrau Marie, zwei Töchter, einen Sohn (Victor Anton Ignaz; * 12. März 1873), sowie eine Schwester und zwei Brüder. Seine Beerdigung fand am 25. Juni 1882 vom Haus des Verstorbenen in der Postgasse bis zum Friedhof statt. Nach seinem Ableben wurde Janschitz in der darauffolgenden Gemeinderatssitzung sowie beim zwölften steirischen Feuerwehrtag gedacht. Die Fortführung seiner Buchdruck- und Steindruckunternehmungen durch den angezeigten Stellvertreter und Geschäftsleiter Engelbert Hinterholzer wurde der Witwe Janschitz’ im Juli 1882 von der Statthalterei genehmigt. Nachdem Marie Janschitz fünf Monate später, am 30. November 1882, ebenfalls verstorben war, ging die Leitung der Druckerei in weiterer Folge an deren Tochter Anna († 1895), die von ihrer Schwester Leopoldine (verheiratete Swetl bzw. Svetl) unterstützt wurde. Janschitz’ Bruder Johann war Kaufmann und langjähriger Generalagent der Allgemeinen Assekuranz in Triest sowie Betreiber des elterlichen Weingartens und starb am 23. April 1884 im Alter von 61 Jahren in Graz.
Im Herbst 1885 heiratete Anna Janschitz den späteren Besitzer der Druckerei und der Marburger Zeitung, Leopold Kralik, der als Fachmann die Druckerei erweitern ließ und der Zeitung zu einer größeren Verbreitung verhalf. An der Seite Anfang des Jahres 1886 erhielt die Zeitung neben dem langjährigen Schriftleiter Wiesthaler mit Adolf Harpf einen zweiten Schriftleiter, der wiederum für den politischen Teil zuständig war und später mit Wiesthaler gemeinsam zeichnete. Bereits Anfang des darauffolgenden Jahres wurde die Zusammenarbeit mit Harpf beendet; dieser wechselte bald darauf nach Leoben, wo er eine Buchhandlung gründete sowie Begründer und Redakteur der Obersteirischen Volkszeitung mitsamt Druckerei und Kalenderverlag war. Von Dezember 1887 bis Ende Juni 1891 wurde der Schriftsteller Max Besozzi Schriftleiter der Zeitung; Wiesthaler schied nach vielen Jahren im Unternehmen aus ebendiesem. Besozzis Nachfolger wurde Hans Kordon, der von August 1891 bis zum 12. Februar 1899 verantwortlicher Schriftleiter war. Sein Nachfolger wurde Adolf Huber, der jedoch bereits am 18. Jänner 1900 aus der Zeitung schied. Auf Huber folgte Josef Partitsch, der ebenfalls nur ein Jahr in der Funktion als Schriftleiter tätig war, ehe im August 1901 Norbert Jahn die journalistische Leitung des Blattes übernahm und diese auch zehn Jahre später, zum 50-jährigen Jubiläums, noch innehatte.